# Маунт-Браєр (Меріленд)
Маунт-Браєр (англ. Mount Briar) — переписна місцевість (CDP) в США, в окрузі Вашингтон штату Меріленд. Населення — 170 осіб (2020).

## Географія
Маунт-Браєр розташований за координатами 39°26′33″ пн. ш. 77°41′14″ зх. д. / 39.44250° пн. ш. 77.68722° зх. д. (39.442571, -77.687346).  За даними Бюро перепису населення США в 2010 році переписна місцевість мала площу 1,61 км², уся площа — суходіл.

## Демографія
Згідно з переписом 2010 року, у переписній місцевості мешкало 160 осіб у 68 домогосподарствах у складі 42 родин. Густота населення становила 99 осіб/км².  Було 73 помешкання (45/км²).
Расовий склад населення:
| - 96,9 % — білих - 3,1 % — чорних або афроамериканців |

До двох чи більше рас належало 0,0 %. Частка іспаномовних становила 0,0 % від усіх жителів.
За віковим діапазоном населення розподілялося таким чином: 14,4 % — особи молодші 18 років, 72,5 % — особи у віці 18—64 років, 13,1 % — особи у віці 65 років та старші. Медіана віку мешканця становила 44,7 року. На 100 осіб жіночої статі у переписній місцевості припадало 125,4 чоловіків;  на 100 жінок у віці від 18 років та старших — 121,0 чоловіків також старших 18 років.
Медіана доходів становила 71 750 доларів для чоловіків та 45 855 доларів для жінок. 
Цивільне працевлаштоване населення становило 167 осіб. Основні галузі зайнятості: транспорт — 20,4 %, науковці, спеціалісти, менеджери — 18,6 %, освіта, охорона здоров'я та соціальна допомога — 11,4 %, будівництво — 11,4 %.